# Velvet (cantante)
Velvet, pseudonimo di Jenny Marielle Pettersson (Helsingborg, 5 novembre 1975), è una cantante svedese.

## Biografia
Nata a Helsingborg, si è trasferita a Stoccolma nel 1993 per studiare danza. Ha collaborato come ballerina o cantante con artisti di successo come Lena Philipsson, Carola Häggkvist, Meat Loaf, Martin Stenmarck, Jessica Folcker e altri.
Nel 2005 ha firmato un contratto con la Bonnier Amigo Music Group e ha scelto lo pseudonimo Velvet. Il suo primo singolo è stato Rock Down to (Electric Avenue).
Nel 2006 ha avuto successo in buona parte d'Europa col singolo Mi amore. In seguito ha pubblicato il suo album d'esordio Finally.
Nel 2009 ha pubblicato il secondo album The Queen.
Nel 2010 ha duettato con Linda Bengtzing in Victorious.

## Discografia
Album studio
- 2006 - Finally
- 2009 - The Queen